# Hexatriynylový radikál
Hexatriynylový radikál je organický radikál obsahující lineární řetězec šesti uhlíkových atomů, ve kterém se střídají jednoduché a trojné vazby. Tato látka byla zkoumána v 90. letech 20. století, experimentálně i výpočetně.

## Příprava
Hexatriynylový radikál se připravuje fotolýzou, a to jednou z těchto možností:
- Plynný argon a buta-1,3-dien v molárním poměru 1500:1
- Plynný argon a acetylen v molárním poměru 100:1

## Hexatriynový anion
V roce 2006 byl v mezihvězdném prostředí nalezen anion hexatriynylového radikálu, a to jako první anion.
Anionty by v tomto prostředí měly být nestálé, protože působením ultrafialového záření ztrácejí elektrony.

### Příprava aniontu
Laboratorní příprava hexatriynylového aniontu začíná u acetylenu, do kterého se přidá 15 % argonu a do této směsi se za sníženého tlaku zavede stejnosměrný proud. Produkt lze pozorovat spektroskopií milimetrových vln.

### Podobné látky
Jsou známy i butadiynylový a oktatetraynylový radikál.